# Ingersheim (Luisburgo)
Ingersheim es un municipio alemán perteneciente al distrito de Ludwigsburg de Baden-Wurtemberg.
A 31 de diciembre de 2015 tiene 6193 habitantes.
Se conoce la existencia de la localidad desde el año 779, siendo ya mencionada en el Códice de Lorsch. Pertenece a la región de Wurtemberg desde que en 1504 Ulrico de Wurtemberg tomó posesión del lugar. Entre 1829 y 1972 estuvo dividido en dos municipios que son los dos barrios históricos que forman el actual pueblo: Großingersheim y Kleiningersheim.
Se ubica a orillas del río Neckar, unos 5 km al norte de la capital distrital Ludwigsburg.